# Recilia elangatoocellatus
Recilia elangatoocellatus là loài bọ thuộc họ Cicadellidae đặc hữu Sri Lanka.